# 熊本市立藤園中学校
熊本市立藤園中学校（くまもとしりつ とうえんちゅうがっこう, Kumamoto City Toen Junior High School）は、熊本県熊本市中央区千葉城町にある公立中学校。熊本市立城東小学校、熊本市立あおば特別支援学校が隣接している。

## 概要
歴史
6・3制実施により1947年（昭和22年）に設立された熊本市立中学校9校の1校。当初「熊本市立慶徳中学校」として開校、1950年（昭和25年）の校舎移転に伴い、現校名に改称。2012年（平成24年）に創立65周年を迎える。
校訓
「藤園の紳士淑女」
- 一. 主体性に徹す
- 一. 誠実に貫く
- 一. 端正に保つ
- 一. 鍛錬に振う
- 一. 愛惜に慎む
- 一. 探求に尽す
- 一. 協働に勤む

校歌
1950年（昭和25年）10月30日に制定。作詞は森本治吉、作曲は榊原直による。3番まであり、各番とも校名の「藤園中学校」で終わる。

## 沿革
- 1947年（昭和22年）
  - 4月1日 - 学制改革（六・三制の実施）により、「熊本市立慶徳中学校」が熊本市立慶徳小学校内に設立される。
    - 慶徳国民学校の初等科が慶徳小学校、高等科が慶徳中学校に改変された。
    - 初代校長は中原春芳、学級数は8、生徒数は404名でのスタート。
    - 校区は熊本市立五福小学校・熊本市立慶徳小学校・熊本市立城東小学校の3校。

  - 5月1日 - 上記3小学校で分散授業を開始。
  - 5月18日 - 慶徳小学校で全員授業を開始。
- 1948年（昭和23年）3月4日 - PTAが発足。生徒数が前年の約2倍（800名、15学級）となり、教室不足により二部授業を余儀なくされる。
- 1949年（昭和24年）
  - 9月5日 -  生徒自治会憲法が成立。
  - 9月19日 - 新町の貯金支局分室跡に新校舎が完成。2年生が移転し、二部授業を解消。
- 1950年（昭和25年）
  - 3月27日 - 新町校舎に移転完了。分散授業を解消。
  - 10月30日 - 校歌を制定。
  - 11月1日 -  「熊本市立藤園中学校」（現校名）と改称。
- 1951年（昭和26年）5月9日 - 校旗を制定。
- 1953年（昭和23年）6月26日 - 大洪水により、同年7月10日までの15日間臨時休業。
- 1955年（昭和30年）12月22日 - 熊本大学坪井教室跡（現在地）に新校舎の一部が完成。
- 1956年（昭和31年）6月15日 - 複式学級を開設。
- 1957年（昭和32年）8月14日 - 新校舎への移転を完了。
- 1958年（昭和33年）12月5日 - 城東小学校の火災による延焼で、倉庫・教室の一部を焼失。
- 1959年（昭和34年）1月9日 - 敷地内の熊本大学女子寮が撤去。
- 1960年（昭和35年）
  - 5月13日 -  敷地内の熊本大学紫水館が撤去。
  - 7月9日 - プールが完成。
  - 9月30日 - 敷地内の熊本大学関係の施設が完全に撤去される。
- 1961年（昭和36年）4月1日 - 在籍生徒数が最大の「2132名」（学級数 42）を記録する。
- 1962年（昭和37年）4月9日 - 複式学級校舎が完成。
- 1963年（昭和38年）
  - 7月23日 - 体育館に柔道場を設置。
  - 10月31日 - 運動場の整地作業を完了。
- 1965年（昭和40年）11月18日 - 特殊学級（現・特別支援学級）実習室が完成。
- 1967年（昭和42年）3月5日 - 歩道橋が完成。
- 1969年（昭和44年）5月14日 - 新体育館が完成。
- 1974年（昭和49年）4月1日 - 病弱児を対象に訪問教育を開始。
- 1977年（昭和52年）4月1日 - 情緒障害学級（藤園学級）を開設。
- 1978年（昭和53年）
  - 3月30日 - 藤園（学校給食）共同調理場が完成。
  - 6月1日 - 学校給食を開始。
- 1979年（昭和54年）1月15日 - 火災により、特殊学級作業室の1棟を焼失。
- 1982年（昭和57年）
  - 4月1日 - 難聴学級を開設。
  - 4月30日 - 運動場西側に部室が完成。
- 1984年（昭和59年）9月14日 - 卒業生山下泰裕がロサンゼルスオリンピック柔道無差別級優勝の報告に来校。
- 1988年（昭和63年）
  - 2月6日 - 創立40周年を記念し、実行委員会より校旗が寄贈。また、山下泰裕記念講演を開催。
  - 2月25日 - 緑化用倉庫が完成。
  - 3月29日 - 精神薄弱学級作業場が完成。
- 1990年（平成2年）
  - 4月3日 - 体育館を増改築。
  - 9月20日 - 第1回卒業生有志より校歌額が寄贈。校門改装および校門付近カラー舗装を実施。
- 1991年（平成3年）夏 - 台風19号により多大な被害を受ける。渡り廊下が全壊し、ムクノキが倒れ、傾いた武道館が危険建造物として災害復旧事業の対象となる。
- 1992年（平成4年）
  - 1月9日 - 武道館を解体。
  - 3月31日 - 渡り廊下が完成。
  - 9月28日 - 藤園環境緑化記念日を制定。台風19号で倒れたムクノキの実生の幼木を記念植樹。
- 1993年（平成5年）7月3日 - 新・武道館が完成。
- 1995年（平成7年）10月31日 - 地球共感フォーラムタイ交流事業において交流会を実施。
- 1996年（平成8年）11月17日 - ふれあい文化祭を実施。
- 1997年（平成9年）4月1日 - 難聴通級指導教室を開設。
- 1998年（平成10年）6月15日 - プールを改築。5
- 2000年（平成12年）
  - 4月22日 - 星野富弘フォーラムを開催。
  - 6月10日 - ユニセフアフリカのこどもの日交流会を実施。
  - 11月17日 - ムクノキ園を整備。
- 2001年（平成13年）
  - 2月5日 - ランチルームが完成。
  - 11月17日 - 文化発表会「藤輝祭」を実施。
- 2002年（平成14年）6月17日 - アフリカ子どもの日交流会を実施。エチオピア、ザイールからの一行が来校。
- 2003年（平成15年）5月19日 - ロシアより訪問団が来校。
- 2004年（平成16年）5月25日 - スーダン大使が来校。
- 2005年（平成17年）
  - 1月17日 - 韓国中学生修学旅行団と交流。
  - 8月20日 - 中庭歩道が完成。
- 2007年（平成19年）4月2日 - 学校給食調理の民間委託を開始。
- 2008年（平成20年）
  - 4月1日 - 通級指導教室「学びの教室」を新設。
  - 7月4日 - ユニセフの活動の一環として、アフリカの日サッカー交流会を実施。
  - 11月20日 - シンガポールダマイセカンダリースクール生徒が来校。
- 2009年（平成21年）7月21日 - 日韓中学生交流会 釜山グナム中学校一行が来校。
- 2010年（平成22年）12月20日 - 韓国より教職員訪問団が来校。

## クラブ活動
運動部
- バドミントン部
- サッカー部
- 野球部
- バスケットボール部
- 剣道部
  - かつては柔道の強豪校として知られ、全国中学校柔道大会男子団体3連覇を達成している。

文化部
- 吹奏楽部 
  - 1997年熊本県吹奏楽コンクールにて金賞、最優秀賞受賞。
  - 2018年熊本県吹奏楽コンクールにて金賞、特別賞、代表選考会で県代表に選ばれ、九州吹奏楽コンクールに出場、銀賞。
  - 2019年熊本県吹奏楽コンクールにて金賞、特別賞、代表選考会で県代表に選ばれ、九州吹奏楽コンクールに出場、銀賞。
  - 2022年熊本県アンサンブルコンテストにて金賞、県代表に選ばれ、九州アンサンブルコンテストに出場、銀賞。
- 美術部
- 2002年（平成14年）第55回全国合唱コンクール銀賞

## 著名な卒業生
- 山下泰裕（柔道家・ロサンゼルスオリンピック金メダリスト）
- 藤本由香里（編集者・評論家・漫画評論家）
- KABA.ちゃん（振付師・タレント）
- 葉祥明（絵本作家）
- 泉知束（俳優）
- 橋本愛（俳優）

## 交通アクセス
最寄りの鉄道駅
- JR九州 鹿児島本線 「上熊本駅」
- 熊本電気鉄道 藤崎線 「藤崎宮前駅」
- 熊本市交通局（路面電車）「熊本城・市役所前停留場」

最寄りのバス停
- 熊本電鉄バス・熊本都市バス 「壺井橋」バス停

最寄りの道路
- 熊本県道1号熊本玉名線

## 周辺
- 熊本信愛女学院中学校・高等学校
- 熊本中央高等学校
- 熊本県伝統工芸館
- 熊本厚生年金会館
- 熊本城

## 関連事項
- 熊本県中学校一覧